# دیوا مارینا
دیوا مارینا (به ایتالیایی: Deiva Marina) یک کومونه در ایتالیا است که در استان لا اسپتزیا واقع شده‌است.

## خصوصیات
دیوا مارینا ۱۴ کیلومترمربع مساحت و ۱٬۴۶۱ نفر جمعیت دارد و ۱۸ متر بالاتر از سطح دریا واقع شده‌است.